# Замок Мой
Замок Мой (англ. Moy Castle) — разрушенный шотландский замок, который расположен недалеко от поселения Локбуи, на острове Малл, Шотландия. Остатки замка защищены категорией «Scheduled monument (рус. Охраняемый памятник) — памятник архитектуры, охраняемый в Великобритании». 
Ранее крепость использовалась для сцен в фильме «Я знаю, куда я иду» 1945 года.

## История

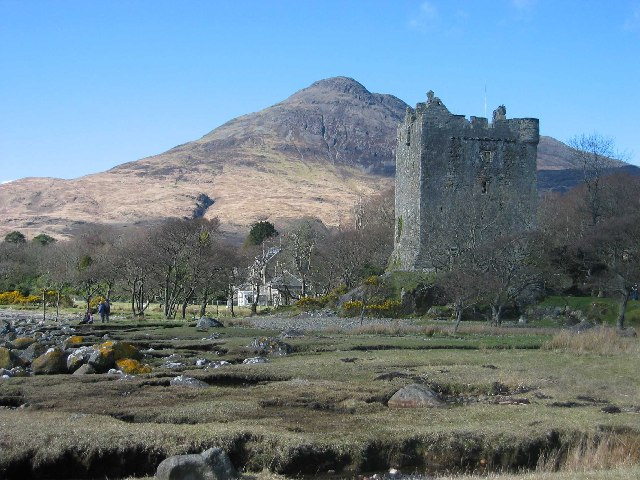
Замок Мой

Замок Мой был построен в XV веке Гектором Маклейном, 1-м Лэрддом Локбуи, как семейная резиденция для Клана Маклейн. Лидер Клана Маклейн был вынужден отдать замок графу Аргайлу (Клан Кэмпбелл) в 1690 году из-за его причастности к восстанию якобитов в 1689 году, но позже крепость вернулась к Клану Маклейн.
Крепость была заброшена в 1752 году, когда было построено поместье Мой, а затем и нынешнее поместье Локбуи.
В период с 2006 года по 2015 год были проведены стабилизационные работы для сохранения замка и предотвращения дальнейшего распада.

## Описание
Замок Мой — это трехэтажная башня с чердаком. Высота замка — 17.5 м, а площадь — 10.7 м².
В центре первого этажа находится колодец с глубиной 1,8 м. В колодце всегда есть пресная вода и находится на уровне, значительно превышающем внешний уровень земли.